# 베이스볼 매거진 야호
베이스볼 매거진 야호는 매주 월요일 밤 시간에 KBS광주 1TV에서 방송된 텔레비전 프로그램이다.

## 기획 의도
야구 현장을 생생하게 전하는 텔레비전 프로그램이다.

## 방송 시간
| 방송 채널   | 방송 기간                         | 방송 시간                           |
| ----------- | --------------------------------- | ----------------------------------- |
| KBS광주 1TV | 2012년 6월 25일 ~ 2012년 10월 1일 | 매주 월요일 밤 11:40 ~ 12:25 (45분) |
| KBS광주 1TV | 2012년 10월 8일                   | 매주 월요일 밤 11:40 ~ 12:30 (50분) |
| KBS광주 1TV | 2013년 3월 25일 ~ 2013년 4월 1일  | 매주 월요일 밤 11:40 ~ 12:30 (50분) |
| KBS광주 1TV | 2013년 4월 8일 ~ 2013년 10월 14일 | 매주 월요일 밤 10:55 ~ 10:30 (35분) |

## 구성
- 주간 하이라이트
- 톡톡! 야구 수다방
- 야호 전망대
- 더 플레이어